# V4 (motor)

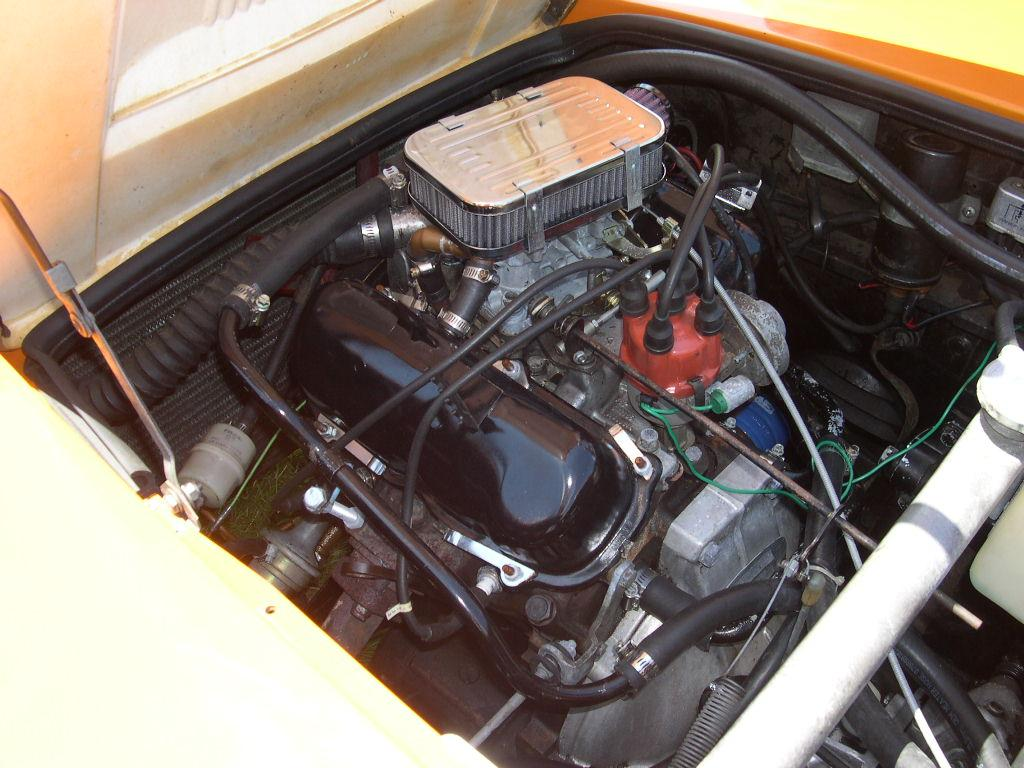
V4-motor i en Saab Sonett III.

V4 är en 4-cylindrig V-motor. Exempel på bilar med denna motorkonfiguration är Saab 96 och Ford Taunus. I dag är det i motorcyklar konfigurationen oftast återfinns.
Fördelen med en V4-motor är att den blir väldigt kort och kompakt. Den kan därför få plats längsplacerad i motorrummet på en liten bil. Nackdelarna med en V4-motor är framför allt vibrationer som uppstår på grund av att den inte är naturligt balanserad. De två kolvar som finns på samma sida rör sig i motfas, det vill säga en rör sig uppåt samtidigt som den andra rör sig nedåt, men det skapar en vibration eftersom rörelsen inte balanseras ut av den andra kolven. I en boxermotor finns inte det problemet, eftersom de motsatta cylinderraderna balanserar upp varandra med sina rörelser. Vanligen åtgärdar man det genom att ha en balansaxel i motorn. En annan nackdel med V4-motorn jämfört med en radmotor är att man måste ha två topplock, och om motorn har överliggande kamaxlar, måste man också ha dubbla sådana. V-motorer med stötstänger kan dock ha en gemensam kamaxel mellan cylinderraderna.

## Tvåtaktsmotorer
För en tvåtaktsmotor kan V4-formen passa bra. Eftersom varje cylinder tänds med 90 graders förskjutning kan man ha två vevtappar som delas av vardera två cylindrar och få en jämn tändföljd vid en vinkel på 90 grader mellan cylinderraderna. Den kortare längden hos motorn passar bra för motorcyklar och utombordsmotorer för båtar. 

## Bilmärken som har använt V4-motorer
Lancia var den första tillverkaren som använde V4 för en masstillverkad bil. De har sedan använt konceptet i flera modeller, vanligen i form av en smal V4 med liten vinkel mellan cylinderraderna.
Ford började tillverka V4-motorer på 1960-talet och hade då även V6-motorer baserade på samma konstruktion. Första modellen med V4 var Taunus P4, men motorn kom sedan att användas i senare generationer av Taunus och även i Capri och Transit. En annan V4-motor, som tillverkades i England användes i Consul och Corsair.
Saab köpte en version av Fords V4-motor för att ersätta tvåtaktsmotorn i Saab 95/96.
Sovjetisk/ukrainska ZAZ använde luftkylda V4-motorer i sina svansmotorbilar.